# リバーサイド・インターナショナル・レースウェイ
リバーサイド・インターナショナル・レースウェイ (Riverside International Raceway) はアメリカ合衆国のカリフォルニア州リバーサイドにあったサーキット。1957年から1989年まで使用された。
1960年に一度だけF1のアメリカGPが開催された。
閉鎖後の跡地はショッピングモールとして再開発された。